# عزت‌الله نگهبان
 عزّت‌الله نگهبان (زاده ۱۳۰۰ - درگذشته ۱۶ بهمن ۱۳۸۷) باستانشناس و استاد باستانشناسی در دانشگاه تهران بود. برخی او را «پدر باستان‌شناسی ایران» نامیده‌اند.  عزت‌الله نگهبان فرزند عبدالامیر نگهبان، نمایندهٔ دورهٔ ششم مجلس شورای ملی از حوزهٔ جنوب خوزستان و از رجال سیاسی و فرهنگی آن خطه، بود. مادر عزت‌الله و همسر عبدالامیر نگهبان، دختر شیخ خزعل کعبی بود؛ در نتیجه، عزت‌الله نگهبان نوهٔ شیخ خزعل بود.